# Okazionalizam
Okazionalizam je filozofska teorija o uzročnosti koja kaže da stvorene tvari ne mogu biti učinkoviti uzroci događaja. Umjesto toga, uzima se da je sve događaje izravno izazvao Bog. (Srodna teorija, koja se naziva "povremenom uzročno-posljedičnom povezanošću", također poriče vezu učinkovite uzročno-posljedične veze između svjetovnih događaja, ali se može razlikovati u pogledu identiteta istinskog uzroka koji ih zamjenjuje.) Teorija kaže da iluzija učinkovite uzročnosti između svjetovnih događaja proizlazi iz Božjeg uzrokovanja jednog događaja za drugim. Međutim, ne postoji potrebna veza između njih dvoje: nije da prvi događaj uzrokuje da Bog uzrokuje drugi događaj: nego Bog prvo uzrokuje jedan, a zatim uzrokuje drugi.
Autor ove teorije je Nicolasa Malebranche. Po njemu, dok su um i tijelo različite supstance, uzroci (mentalni ili fizikalni) su povezani sa svojim učincima činom Božje intervencije na svaku posebni događaj.